# Leptostylopsis hispaniolae
Leptostylopsis hispaniolae là một loài bọ cánh cứng trong họ Cerambycidae.